# سباستین دوباربیه
سباستین دوباربیه (انگلیسی: Sebastián Dubarbier؛ زادهٔ ۱۹ فوریهٔ ۱۹۸۶) بازیکن فوتبال اهل آرژانتین است.
از باشگاه‌هایی که در آن بازی کرده‌است می‌توان به باشگاه ورزشی تنریف، باشگاه فوتبال سی‌اف‌آر کلوژ، باشگاه فوتبال لوریان، باشگاه فوتبال کوردوبا، باشگاه فوتبال جیمناسیا لاپلاتا، باشگاه فوتبال دپورتیوو لاکرونیا، و باشگاه فوتبال آلمریا اشاره کرد.